# Tracy R. West
Pour les articles homonymes, voir West.
Tracy R. West est une productrice, réalisatrice, actrice et scénariste britannique née le 6 septembre 1976 à Ayr (Royaume-Uni).

## Filmographie

### comme productrice
- 1994 : Between Faith and Doubt
- 1996 : Songs of Dreams and Death
- 1997 : Travel the World: Turkey - West Coast of Turkey, Central Turkey (TV)
- 1997 : Travel the World: Switzerland - Berner Alps, Western Switzerland (TV)
- 1997 : Travel the World: Spain - Toledo and Madrid, Seville and Andalusia (TV)
- 1997 : Travel the World: Portugal - Southern Coast & Lisbon (TV)
- 1997 : Travel the World: Low Countries - Holland, Belgium & Luxembourg (TV)
- 1997 : Travel the World: Italy - Venice, Florence (TV)
- 1997 : Travel the World: Italy - The Hilltowns of Tuscany, the Italian Riviera (TV)
- 1997 : Travel the World: Italy - Rome, Naples & the Amalfi Coast (TV)
- 1997 : Travel the World: Ireland - Western Ireland, Dublin and Belfast (TV)
- 1997 : Travel the World: Greece - Athens and the Peloponnes, Greek Islands (TV)
- 1997 : Travel the World: Great Britain - North Wales, Cotswald Villages & Bath (TV)
- 1997 : Travel the World: Great Britain - London, Edinburgh (TV)
- 1997 : Travel the World: Germany - The Rhine and Mosel, the Romantic Road (TV)
- 1997 : Travel the World: Germany - Munich and Bavaria, Berlin and Potsdam (TV)
- 1997 : Travel the World: France - The Dordogne Region, the French Riviera (TV)
- 1997 : Travel the World: France - Burgundy, Provence & the Loire (TV)
- 1997 : Travel the World: Eastern Cities - Prague, Budapest and Istanbul (TV)
- 1997 : Travel the World: Austria - Vienna & the Danube, Salzburg & the Lakes District (TV)
- 1997 : Depth Solitude
- 1998 : Travel the World: The Alps - The Tyrol, Dolomites, Milan & Lake Como (TV)
- 1998 : Travel the World: Spain - Barcelona, Segovia, Granada, Costa del Sol/Tangier (TV)
- 1998 : Travel the World: Scandinavia - Denmark, Sweden and Norway (TV)
- 1998 : Travel the World: Israel & Egypt - From Old Jerusalem to the Sphinx (TV)
- 1998 : Travel the World: Great Britain - London Daytrips, North England (TV)
- 1998 : Travel the World: France - Paris Daytrips, Alsace & Champagne (TV)
- 1999 : Travel the World by Train: North America 1 (vidéo)
- 1999 : Travel the World by Train: Europe 1 (vidéo)
- 1999 : Travel the World by Train: Central America (vidéo)
- 1999 : Travel the World by Train: Asia (vidéo)
- 1999 : Travel the World by Train: South America (vidéo)
- 1999 : Travel the World by Train: Africa (vidéo)
- 1999 : Travel the World by Train: Australia & New Zealand (vidéo)
- 2002 : Discovery: Eastern Europe (vidéo)
- 2002 : Discovery: New Zealand (vidéo)
- 2003 : Discovery: Seychelles (vidéo)
- 2003 : Discovery: Sarajevo (vidéo)
- 2003 : Discovery: Singapore (TV)
- 2003 : Discovery: South Africa (vidéo)
- 2004 : Discovery: Trans-Siberia (TV)
- 2004 : Discovery: Samarkand (vidéo)
- 2004 : Discovery: Cambodia (vidéo)
- 2004 : Army of Thousands: Terra Cotta Warriors of Xi'an (vidéo)
- 2005 : Strange Days on Planet Earth (TV)

### comme réalisatrice
- 1994 : Pierced Tongue
- 1994 : Between Faith and Doubt
- 1996 : Songs of Dreams and Death
- 1996 : Dagmar
- 1997 : U2: A Year in Pop (TV)
- 1997 : Depth Solitude
- 2002 : Discovery: New Zealand (vidéo)
- 2003 : Discovery: Singapore (TV)
- 2004 : Discovery: Trans-Siberia (TV)
- 2005 : Afghanistan: A New Day in Kabul (TV)

### comme actrice
- 1998 : Big Party (Can't Hardly Wait) : Sydney, Graduate Student

### comme scénariste
- 2005 : Afghanistan: A New Day in Kabul (TV)